# Addaea aneranna
Addaea aneranna är en fjärilsart som beskrevs av Turner 1915. Addaea aneranna ingår i släktet Addaea och familjen Thyrididae. Inga underarter finns listade i Catalogue of Life.